# Marion Horn
Marion Horn (* 28. Dezember 1965 in Kiel) ist eine deutsche Journalistin. Von Oktober 2013 bis November 2019 war sie Chefredakteurin der Boulevardzeitung Bild am Sonntag. Seit 16. März 2023 ist sie Vorsitzende der Chefredaktionen der Bild-Gruppe.

## Leben
Horn begann ihre Laufbahn als 19-Jährige mit einem dreijährigen Volontariat beim W&W-Verlag in Hamburg (in dem zeitweise die St. Pauli-Nachrichten erschienen) und arbeitete dann als freie Journalistin. Von 1989 an war sie Leiterin des Service-Ressorts bei Bild der Frau (Axel-Springer-Verlag).
1992 kündigte sie dort, ging als freie Mitarbeiterin der Entwicklungsredaktion zum Bauer-Verlag und bekam dort noch im selben Jahr, als mit 26 Jahren damals jüngste Chefredakteurin Deutschlands, die Leitung des Erotikmagazins Das neue Wochenend übertragen, das jedoch nach einer Millionenauflage in den 1970er Jahren mit einem rapiden Leserschwund konfrontiert war. 1996 wechselte sie in gleicher Position zur ebenfalls von Bauer produzierten Programmzeitschrift tv Hören & Sehen.
Mitte 1998 folgte Horn Mathias Döpfner auf den Chefredakteurstuhl der Hamburger Morgenpost, die damals noch zum Verlag Gruner + Jahr gehörte.
Im Jahr 2000 kehrte sie zurück zum Axel-Springer-Verlag und entwickelte für diesen zunächst die neue Frauenzeitschrift Fritz. Im Januar 2001 wurde sie Mitglied der Chefredaktion von Bild, bis März 2007 war sie stellvertretende Chefredakteurin der Gesamtausgabe und Redaktionsleiterin der Regionalausgabe Bild Hamburg, zuletzt verantwortlich für alle 23 Regionalbüros. Von September 2012 an vertrat sie, im wöchentlichen Wechsel mit Alfred Draxler, den Bild-Chefredakteur Kai Diekmann während dessen längeren Studienaufenthalts in den Vereinigten Staaten von Amerika.
Im Oktober 2013 wurde sie als erste Frau in der Geschichte des Blattes zur Chefredakteurin der Bild am Sonntag ernannt und damit Nachfolgerin von Walter Mayer. Unter ihrer Leitung wurde die Sonntagszeitung umstrukturiert und entfernte sich von krawalligen Tonlagen. Das führte zu vermehrten Einladungen zum ARD-Presseclub und diversen Talkshows. Beim LeadAward 2018 wurde sie Topgewinner in der Sparte „Zeitung überregional“. Die Jury begründete das damit, sie habe „einen neuen Ton in den Boulevard gebracht und aus der Bams eine relevante, ernstzunehmende Zeitung gemacht“.
Am 12. November 2019 gab die Axel Springer SE bekannt, dass Horn das Unternehmen verlassen werde. Horn begründete ihren Weggang mit der geplanten Zusammenlegung der Redaktionen von Bild und Bild am Sonntag.
Ab Januar 2021 war Horn ein Jahr Partnerin im Beratungsunternehmen Kekst CNC, das Teil der Publicis Groupe ist.
Am 16. März 2023 übernahm Horn als Nachfolgerin von Johannes Boie „mit sofortiger Wirkung“ den Vorsitz der Chefredaktionen der Bild-Gruppe. Im Juni 2023 begann sie mit der Umsetzung eines Sparprogramms, in dessen Rahmen Bild mehr als 200 Stellen abbaute. Acht Monate nach ihrem Antritt als Chefredakteurin wurde Horns Tochter Kim Horn innerhalb der Bild-Redaktion, deren oberste Chefin Horn ist, außergewöhnlich weit befördert. Dies sorgte für externe und interne Kritik.

## Kritik
Horn erfährt Kritik wegen ihres Führungsstils und der Kultur in der Bild-Redaktion. Internen Daten einer Umfrage unter Redakteurinnen und Redakteuren aus dem Januar 2024 zufolge, die das Portal Medieninsider veröffentlichte, würde unter Horns Führung nur noch „jeder siebte Mitarbeiter einen Job bei Bild empfehlen“. Der „Anteil der Unzufriedenen“ in der Redaktion sei in den wenigen Monaten seit Horns Antritt von 48 auf 57 Prozent gestiegen. Mitarbeiter beklagen, Horn „vergreife sich im Ton“, verhalte sich „prollig“ und „übergriffig“. Mitarbeiter spreche sie regelmäßig mit „Schätzchen“ an, ihre Tonalität sei „selbst für hartgesottene Bild-Leute“ „verstörend“. Der Spiegel berichtete, Horn sei zusammen mit Co-Chefredakteur Robert Schneider auf den Konferenztisch geklettert, daraufhin sei dieser „gekracht“.
Unter Horns Führung berichtete Bild über eine vermeintlich transsexuelle Polizistin, "Judy S.", die Straftaten begehe. Der Bericht stellte sich nach Recherchen von Süddeutscher Zeitung und Tagesspiegel als falsch heraus. Horn entschuldigte sich persönlich: Es seien "uns handwerkliche Fehler unterlaufen, die uns nicht hätten passieren dürfen. [...] Wesentliche Fakten der Berichterstattung über die Polizistin waren unzutreffend, wodurch wir sie leider in ein falsches Licht gerückt haben". Der Medienrechtsanwalt Christian Schertz sagte, er habe in „seiner ganzen beruflichen Laufbahn keinen derartigen Fall erlebt“. Es sei die Geschichte eines "unfassbaren Rufmordes". Bild einigte sich mit dem Opfer in einem außergerichtlichen Vergleich auf 150.000 Euro Schadensersatz. Wenige Wochen später, im Mai 2025, veröffentlichte Bild einen Artikel über einen Kriminalfall in Zürich, der zahlreiche falsche Tatsachenbehauptungen erhielt und das Geschehen durchgehend falsch beschrieb. Darüber hinaus wurde ein Beleg für die falschen Fakten von der Redaktion erfunden. Horn bat Schweizer Journalisten über den Fehler von Bild nicht zu berichten. Bild nahm den Artikel offline. Das Portal Medieninsider urteilte: "Ein solcher Vorfall unmittelbar nach dem Gau rund um Judy S. zeigt, dass nicht die richtigen Lehren gezogen worden sind – womöglich, weil es keine umfassende und ernsthafte Aufarbeitung gegeben hat." Die Bild-Redaktion scheine "unter Chefredakteurin Marion Horn ein Problem mit der Qualitätskontrolle ihrer Beiträge zu haben", notierte der Spiegel. Im August 2025 berichtete Bild am Sonntag über Luiza Rozova, eine angeblich uneheliche Tochter von Wladimir Putin, die in Paris lebt und dort Kunst studierte. Bild gab an, Rozova habe auf ihrem Telegram-Kanal ihren vermeintlichen Vater heftig kritisiert. Der spektakuläre Artikel wurde von zahlreichen anderen Medien zitiert und weiter verbreitet. Bild zog den Artikel "vorsorglich zurück", weil Zweifel an der Echtheit des Telegram-Kontos und den dortigen Aussagen auftauchten.

## Ehrenämter
Marion Horn war bis zum Frühjahr 2011 zehn Jahre ehrenamtlich für den Verein Ein Herz für Kinder engagiert, zuletzt 1. Vorsitzende, und ist weiterhin Vorstandsmitglied der gleichnamigen Stiftung. Ab 2014 war sie zudem Mitglied der Jury des Axel-Springer-Preises für junge Journalisten.

## Privates
Horn ist Mutter zweier Töchter und lebt in Berlin.